# Dinero del infierno

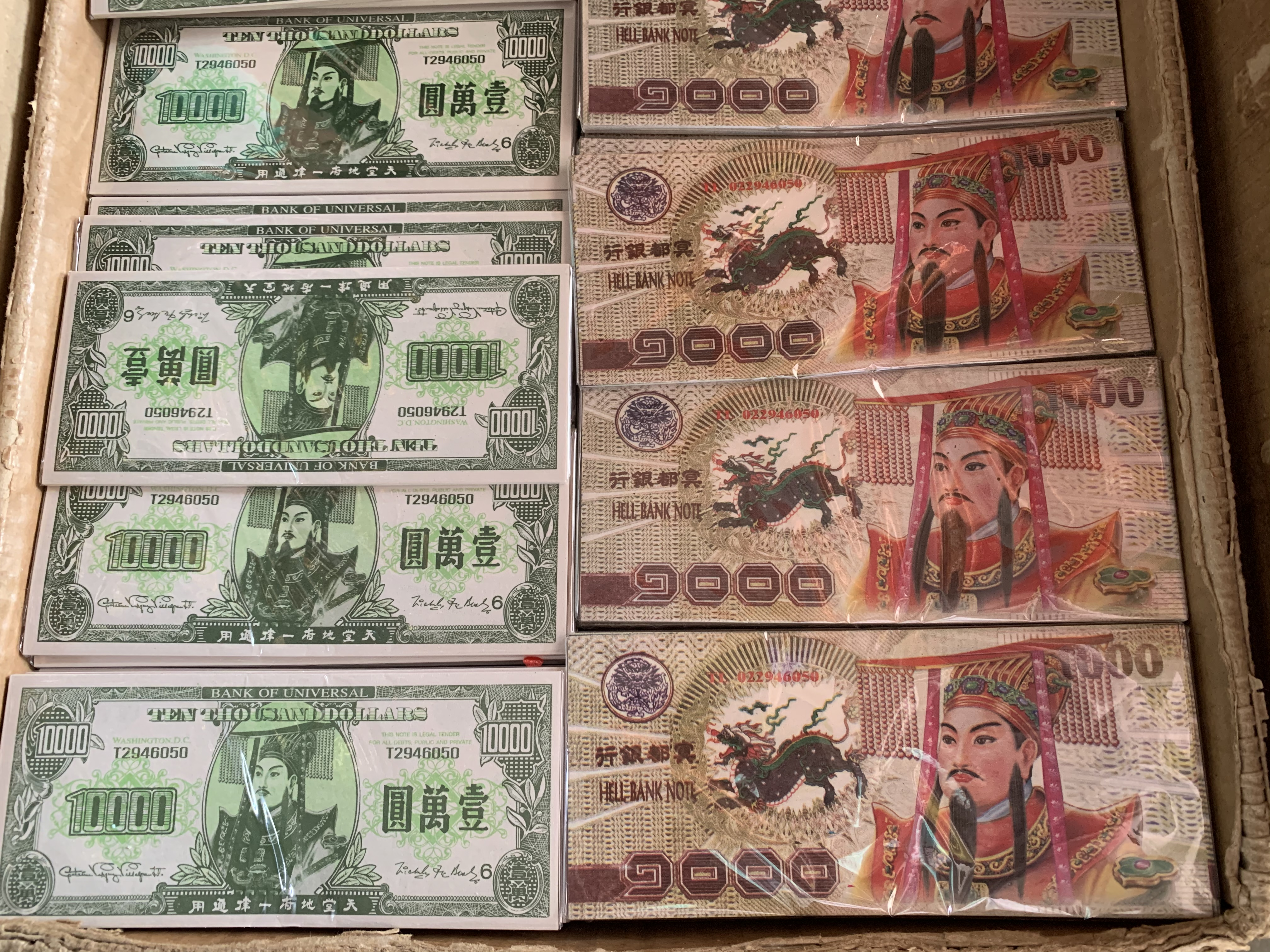
Billetes del Infierno en Tailandia parecidos al Dólar estadounidense, y a los billetes de Baht tailandés.

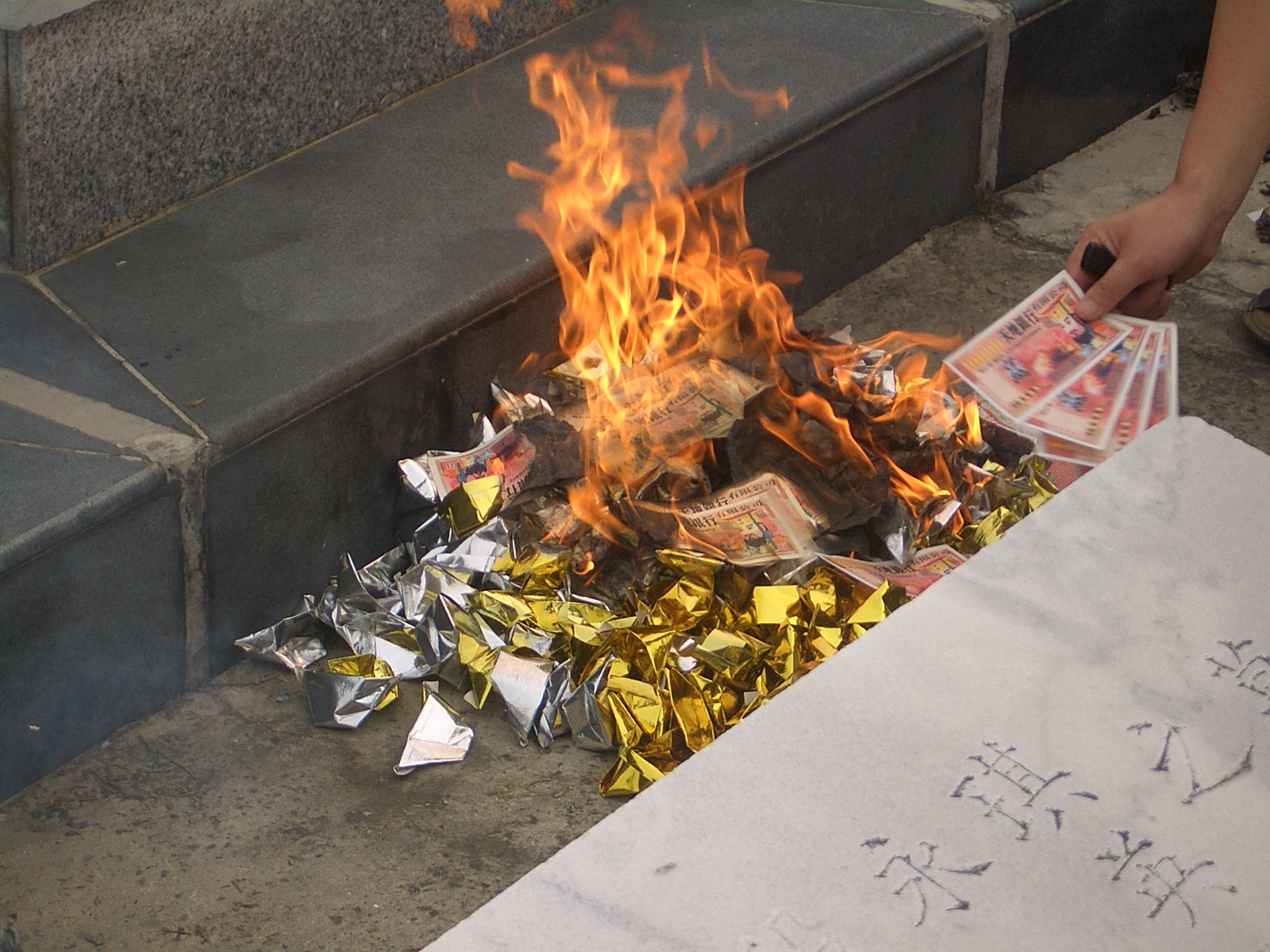
Papel moneda quemado cerca de una tumba junto con yuanbao de musgo durante el Festival de los Fantasmas chino.

El dinero del infierno (en chino tradicional, 冥鈔; pinyin, míngchāo) también llamado billetes de Joss, es una forma modernizada de billete de joss impreso para parecerse a los billetes de curso legal. Los billetes no son una forma oficial de moneda reconocida ni de curso legal, ya que su única finalidad es ser ofrecidos como holocausto a los fallecidos como solución para resolver sus supuestos problemas monetarios en el más allá. Este ritual ha sido practicado por los chinos modernos y en toda Asia Oriental desde finales del siglo XIX, y algunas creencias basadas en la Wicca han adoptado esta práctica en los últimos años. Los ejemplos de principios del siglo XX se parecían a la moneda comercial menor del tipo emitida por empresas de toda China hasta mediados de la década de 1940.
La identificación de este tipo de papel de fumar como "billetes del infierno" o "dinero del infierno" es en gran medida una construcción de la cultura occidental, ya que estos artículos se consideran simplemente otra forma de papel de fumar (冥幣, 陰司紙, 紙錢, o 金紙) en las culturas de Asia Oriental y no tienen ningún nombre o estatus especial.

## El nombre "infierno"
La palabra infierno en los billetes del infierno se refiere a Diyu' (en chino tradicional, 地獄; en chino simplificado, 地狱; pinyin, dìyù, "prisión del inframundo"; también 地府, dìfǔ, "tribunal del inframundo"). Estas palabras aparecen impresas en algunos billetes. En la creencia tradicional china, se cree que es donde las almas de los muertos son juzgadas por primera vez por el Señor de la Corte Terrenal, Yama (Yanluo Wang). Tras este juicio, son escoltadas al cielo o enviadas al laberinto de niveles y cámaras del inframundo para expiar sus pecados. La gente cree que, incluso en la corte terrenal, los espíritus necesitan utilizar dinero.
El concepto de Diyu es paralelo al del purgatorio que enseñan ciertas confesiones cristianas. Una anécdota popular afirma que la palabra infierno fue introducida en China por cristianos [que predicaban que todos los chinos no cristianos irían al infierno después de la muerte. La palabra "Hell" (infierno) se interpretó erróneamente como el término inglés apropiado para la vida después de la muerte y se adoptó como tal. Algunas notas impresas intentan corregir esto omitiendo la palabra "infierno" y sustituyéndola a veces por "cielo" o "paraíso". Estos billetes en particular suelen encontrarse en paquetes joss paquetes destinados a ser quemados para las deidades chinas, y suelen ser de colores diferentes pero tienen el mismo diseño que los billetes del infierno.

## Diseños
Los primeros ejemplares de estos billetes se emitieron en denominaciones de 5 y 10 yuanes en adelante, considerándose tales cantidades adecuadas hasta que la inflación se apoderó de China a partir de 1944. El aumento de las denominaciones de la moneda auténtica pronto se reflejó en la emitida para el más allá, y después de 1945 la mayoría de los billetes del Infierno se emitieron en denominaciones de 10.000 dólares o superiores. Estas primeras emisiones suelen representar paisajes, templos o trenes, y las numerosas variedades se cuentan literalmente por millones.
Los billetes modernos del Infierno son conocidos por sus grandes denominaciones, que van desde los 10.000 dólares hasta varios miles de millones. El anverso suele llevar una efigie del Emperador de Jade, el monarca que preside el cielo en el taoísmo, y la contrafirma de Yanluo, Rey del Infierno (閻羅). En el reverso de los billetes suele aparecer una imagen del "Banco del Infierno".
Un billete del Banco del Infierno que se vende habitualmente es el de 10.000 dólares que tiene el estilo del antiguo United States Federal Reserve Note. Federal Reserve Note de Estados Unidos. El anverso contiene, además del retrato del Emperador de Jade, el sello del Banco del Infierno consistente en una imagen del propio banco. En el reverso hay muchos "Hell Bank Note" diminutos y tenues en color amarillo. Se venden en paquetes de 50 a 150, envueltos en celofán.
Las tiendas especializadas en la venta de artículos rituales, como las tiendas de artículos religiosos de Malasia, también venden billetes decorados de forma más elaborada y con una denominación mayor que el habitual billete de 10.000 dólares. Algunos billetes no representan al Emperador de Jade, sino a otras figuras famosas de la mitología china, como los Ocho Inmortales, el Buda Gautama, Yama o imágenes de dragones.  Algunas incluso retratan a personajes famosos ya fallecidos, como el presidente estadounidense John F. Kennedy, Albert Einstein y Marilyn Monroe.

## Costumbres
Al quemar los billetes, los billetes se colocan como un fajo suelto, de una manera que se considera respetuosa. Alternativamente, en algunas costumbres, cada billete puede doblarse de una forma específica antes de arrojarlo al fuego, debido a la creencia de que quemar dinero real trae mala suerte.
Aunque la costumbre de quemar "billetes del infierno" sigue siendo legal en China, el Ministerio de Asuntos Civiles de la República Popular China ha prohibido, a partir de 2006, la práctica de quemar ofrendas "vulgares" para los difuntos. Según el Ministerio, la prohibición de ofrendas como "villas de lujo, coches sedán, amantes y otros artículos de sacrificio desordenados" de papel formaba parte de un esfuerzo por erradicar el comportamiento "feudal" y supersticioso.
Dar a alguien que vive "billetes del infierno" se considera un gran insulto. De hecho, en algunas zonas se considera una maldición que llama al Rey del Infierno para que recoja a esa persona.
La Universidad de Toronto experimentó una controversia después de que miembros del equipo de la Casa de Graduados de la Universidad distribuyeran sobres rojos que contenían dinero de joss, supuestamente por error, como parte de sus celebraciones del Año Nuevo Lunar en 2022.